# サイエンス・パレット
サイエンス・パレット（SCIENCE PALETTE）は、丸善出版株式会社が発行する自然科学系の新書レーベル。

## 概要
2013年5月創刊。
キャッチフレーズは、未来を拓く、たしかな知。
サイエンスの分野で、誰もが知っておきたいテーマを選び、その概要が1冊でコンパクトに理解できるシリーズを用意しようとして創刊された。
高校程度の基礎的な知識で読むことができ、大学生の教養や大人の学び直しなどのために、確かな知識を提供している。
本シリーズを読むことにより、読者がそれぞれにいろいろな学問の考え方や、これまでに積み上げられてきた知識の蓄積に触れ、サイエンスの広がりや奥深さを知ることができるようにつくられている。
350を上回るタイトルを持ち、世界の25言語に翻訳されているオックスフォード大学出版局が刊行する Very Short Introductions (VSI) シリーズの翻訳や、オリジナルの書き下ろしが収録されている。
シリーズ名には、パレットに色を1色ずつ足していくように様々な学問に親しんでもらいたい、また、絵の具を混ぜると色が変わっていくように、いろいろな学問を組み合わせることで読者がそれぞれに独自に知識の世界を広げていってほしい、といった思いが込められている。
どのような思いや意気込みで書かれているのかを広く読者に知ってもらうために、まえがきとあとがきが公開されている
。
新書判の自然科学系の入門書としては、講談社ブルーバックス、サイエンス・アイ新書、PHPサイエンス・ワールド新書、DIS+COVER サイエンスがある。

## 創刊ラインナップ
創刊ラインナップは次のとおり。
1. 相対性理論 常識への挑戦（Russell Stannard 著、新田英雄 訳）
2. 周期表 いまも進化中（Eric R. Scerri 著、渡辺正 訳）
3. 地球 ダイナミックな惑星（Martin Redfern 著、川上紳一 訳）
4. 生命の歴史 進化と絶滅の40億年（Michael J. Benton 著、鈴木寿志・岸田拓士 訳）
5. 西洋天文学史（Michael Hoskin 著、中村士 訳）

## 関連事項
- 丸善
- オックスフォード大学出版局
- ブルーバックス
- サイエンス・アイ新書
- PHPサイエンス・ワールド新書